# Трајко Рајковић
Трајко Рајковић (Лесковац, 7. децембар 1937 — Београд, 27. мај 1970) је био југословенски кошаркаш. Играч центарске позиције, висине 210цм, познат по карактеристичном хорогу и изузетним осећајем за скок.
У ОКК Београд је дошао 1959. године, као студент медицине. Уз Кораћа и Гордића постао је главна узданица клуба. Играо је још у Италији за тимове Либертас Ливорно и Рејер Венеција Местре. У сезони 1967/68. када је играо за Ливорно био је најбољи стрелац лиге за ту годину са 521 постигнутим кошем.
Са репрезентацијом је освојио две сребрне медаље на Европским првенствима (1965, 1969) и бронзану 1963, сребрну медаљу на Олимпијским играма 1968., сребрну медаљу на Светским првенствима 1963. 1967. и златну медаљу на Светском првенству 1970. Преминуо је неколико дана након завршетка Светског првенства у Љубљани због срчане мане.